# جبوبة القإبل (الرضمة)

تعديل مصدري - تعديل

جبوبة القابل محلة تابعة لقرية الاجلب، التابعة لعزلة أزال بمديرية الرضمة إحدى مديريات محافظة إب في الجمهورية اليمنية.، بلغ تعداد سكانها 222 حسب تعداد اليمن لعام 2004.